# National Museum of Photography, Film and Television
The National Museum of Photography, Film and Television är ett brittiskt museum som är en del av National Museum of Science and Industry. Det grundades 1983 och ligger i Bradford. Museet har 800 000 besökare om året, vilket gör det till det mest populära brittiska museet utanför London.
Det har totalt 3 000 000 föremål, bland dem flera som var först i sitt slag, som det första fotografinegativet. I museet finns en IMAX-biograf.